# ده شهيد دارش (سر أسياب يوسفي)
ده شهید دارش (بالفارسية: ده شهید دارش) هي قرية تقع في إيران في قسم سر أسياب يوسفي الريفي.